# ZB MED – Informationszentrum Lebenswissenschaften
Das ZB MED – Informationszentrum Lebenswissenschaften in Köln ist zusammen mit dem Standort Bonn die zentrale Fachbibliothek für Medizin, Gesundheitswesen, Ernährungs-, Umwelt- und Agrarwissenschaften in Deutschland. Schwerpunkte sind Bestandsentwicklung, Volltextversorgung und Projekte im Bereich der Informationswissenschaften. Die ZB MED versorgt Wissenschaft, Forschung, Studierende und sonstige Interessierte mit Fachliteratur und Information. Sie wird von Bund und Ländern finanziert.

## Geschichte
Die ZB MED geht zurück auf die 1847 gegründete „Höhere Landwirthschaftliche Lehranstalt Bonn-Poppelsdorf“ und die 1908 in Köln gegründete „Bibliothek der Akademie für praktische Medizin“. Da beide Einrichtungen den Zweiten Weltkrieg weitgehend unbeschadet überstanden, wurden ihnen nach dem Krieg von der Deutschen Forschungsgemeinschaft (DFG) überregionale Zuständigkeiten zugewiesen. 1964 empfahl der Wissenschaftsrat, die „Medizinische Abteilung der Universitäts- und Stadtbibliothek“ Köln zur „Zentralbibliothek der Medizin (ZBM)“ auszubauen. Diese wurde fünf Jahre später, 1969, gegründet. Die Einrichtung wurde 1973 gegründet.
Ihre erste Satzung erhielt die Bibliothek am 3. Juli 1973. Die Bonner Bibliothek wiederum wurde 1962 zur „Zentralbibliothek der Landbauwissenschaft (ZBL)“. Ihre Sammelgebiete wurden 2001 (Ernährung und Umwelt) und 2003 (Agrarwissenschaften) der Deutschen Zentralbibliothek für Medizin zugeschlagen. Seitdem fungiert die ZB MED als Zentralbibliothek für die Fächerkombination Medizin, Gesundheit, Ernährungs-, Umwelt- und Agrarwissenschaften.
Am 1. Januar 2014 wurde die ZB MED in eine Stiftung umgewandelt und erhielt den Namen ZB MED – Leibniz-Informationszentrum Lebenswissenschaften (vorher Deutsche Zentralbibliothek für Medizin).
Am 18. März 2016 empfahl die Leibniz-Gemeinschaft die Beendigung der Bund-Länder-Förderung für die ZB MED. Die Gemeinsame Wissenschaftskonferenz (GWK) beschloss am 24. Juni 2016, dass die Bund-Länder-Förderung von ZB MED zum 31. Dezember 2016 beendet wird. Damit verbunden ist das Ausscheiden aus der Leibniz-Gemeinschaft. Eine Übergangsfinanzierung sichert den Erhalt der Stiftung „Deutsche Zentralbibliothek für Medizin (ZB MED)“, bis die Bibliothek sich neu aufgestellt hat, um die Voraussetzungen zu schaffen, die Bund-Länder-Förderung dauerhaft wieder zu erhalten.

## Auftrag und Zielgruppe
Als überregionale Informationseinrichtung ergänzt die ZB MED die Bestände anderer Bibliotheken. Sie verhandelte Nationallizenzen und engagiert sich in Projekten für die Bestandserhaltung, wie die Digitalisierung alter Buchbestände und die Langzeitarchivierung.
Primäre Zielgruppen sind die Forschenden in den Lebenswissenschaften an deutschen Hochschulen sowie außeruniversitären Einrichtungen in der Leibniz-Gemeinschaft und darüber hinaus.

## Open Access
ZB MED setzt sich für Open Access, zum Beispiel im Rahmen der Initiative „Digitale Information“, der Allianz der deutschen Wissenschaftsorganisationen, ein. 2003 wurde in Zusammenarbeit mit der AWMF und DIMDI „German Medical Science“ (gms) gegründet, ein Open-Access-Portal mit Publikationsservice für medizinische Fachzeitschriften, Kongressveröffentlichungen und Forschungsberichte. Im Januar 2011 wurde das Open-Access-Portal zu einem ausgewählten Ort der Initiative „Deutschland – Land der Ideen“ ernannt.
Im Oktober 2015 ging das Open-Access-Publikationsportal PUBLISSO online. Es bündelt alle Aktivitäten von ZB MED im Bereich Open-Access-Publizieren, -Beraten und -Vernetzen für die Lebenswissenschaften.
Seit Dezember 2010 können die Katalogdaten unter CC0-Lizenz frei genutzt werden.

## Dienstleistungen
- LIVIVO: Internetbasiertes Suchportal für die Lebenswissenschaften (Medizin, Gesundheit, Ernährungs-, Umwelt- und Agrarwissenschaften). Bietet einen Zugriff auf über 80 Millionen Datensätze aus über 40 Fachdatenquellen (Stand Juni 2025) und ist im April 2015 online gegangen. Der Zugriff auf lizenzierte Datenbanken, E-Journals und E-Books ist für am Standort Köln angemeldete Benutzer aus LIVIVO heraus unmittelbar möglich, auch als Fernzugriff. Nach einer Testphase hatte LIVIVO die bisherigen Suchportale Medpilot und Greenpilot abgelöst.[10]
  - Medpilot war ein internetbasiertes Suchportal, das neben den eigenen Beständen der ZB MED eine vollständige Pub-Med-Recherche sowie einen Zugang zu einer breiten Auswahl internationaler und nationaler Medizinliteratur aus über 38 Fachdatenbanken bot. Alle Katalogfunktionen der ZB MED waren über Medpilot nutzbar.[11] Über Medpilot bot die ZB MED den Zugang zu elektronischen Volltexten sowie die Lieferung von Volltexten an.
  - Greenpilot war ein internetbasiertes Suchportal für wissenschaftliche Fachliteratur aus dem Bereich Ernährungs-, Umwelt- und Agrarwissenschaften. Das Portal bot Zugriff auf die Bestände der ZB MED, Pub-Med sowie weitere Fachdatenbanken. Im Jahr 2009 wurde Greenpilot als ausgewählter Ort im Wettbewerb „Deutschland – Land der Ideen“ ausgezeichnet.[12]
- DOI-Service: Die ZB MED agiert als DOI-Vergabestelle für gemeinnützige Online-Angebote aus den Bereichen Medizin, Gesundheit, Ernährungs-, Umwelt- und Agrarwissenschaften. DOI (Digital Object Identifier) gewährleisten die dauerhafte Zitierbarkeit von elektronischen Publikationen und Forschungsdaten. Die ZB MED vergibt DOI als Mitglied im DataCite-Konsortium und in Kooperation mit der TIB Hannover, die als DOI-Registrierungsagentur fungiert und die technische Infrastruktur zur Verfügung stellt. Die DOI-Vergabe ist für akademische Einrichtungen kostenlos.[13]
- Covid-19: Im Rahmen der Covid-19-Pandemie hat die ZB MED mehrere Services für Wissenschaftler entwickelt. So wurde ein zentraler Covid-19 Hub entwickelt. Auf dem Hub werden unterschiedliche externe und interne Tools, Datensätze und Literatur aufgelistet. Es wurde außerdem eine Covid-19 spezifische Version des Suchportals LIVIVO aufgesetzt. Außerdem hat die ZB MED den Zugang zu Preprints mit dem Service preVIEW deutlich vereinfacht. Im Preprintviewer preVIEW werden die Preprints von arXiv, bioRxiv, ChemRxiv, medRxiv und Preprints.org vereint und mit Annotation aus standardisierten Vokabularen durch einen auf Text Mining basierenden Prozess angereicht.[14]

## Partnerschaften und Netzwerke
Die ZB MED ist in ihren Fachgebieten eine zentrale Einrichtung in Europa. Sie hat Partnerschaften und Netzwerke mit nationalen wie internationalen Bibliotheken, Instituten und Verbänden aufgebaut und ist Mitglied im Verbund der Deutschen Zentralen Fachbibliotheken. Gemeinsam mit den Partnern Technische Informationsbibliothek (TIB) und Deutsche Zentralbibliothek für Wirtschaftswissenschaften (ZBW) ist die ZB MED in diesem Verbund deutschlandweite Ansprechpartnerin für Volltextversorgung, Lizenzierung, Open Access, Langzeitarchivierung und nicht-textuelle Materialien (Forschungs-, Audio- und Videodaten).
Die ZB MED gehört dem Leibniz-Forschungsverbund Open Science an. Unter der Federführung der ZBW in Kiel untersuchen verschiedene Leibniz-Institute und weitere Forschungsinstitutionen, wie neue Webtechnologien die Wissenschaft verändern, wie  Wissenschaftler von neuen Webtechnologien profitieren können und wie das Internet wissenschaftliche Arbeitsabläufe prägt.